# Von dem Machandelboom
O junípero é um conto de fadas compilado pelos Irmãos Grimm. É o conto número 47 (KHM 47). Ao contrário da maioria dos contos, não é narrado no alemão padrão (Hochdeutsch), e sim num dialeto do baixo-alemão (Plattdeutsch). É um dos contos mais sombrios da coletânea, com uma madrasta má que decapita o enteado, esquarteja-o e prepara uma sopa com as partes do corpo. Enquadra-se no Tipo 720 do Sistema Aarne-Thompson-Uther (ATU) de classificação de contos folclóricos, sobre contos sobrenaturais envolvendo o junípero.

## Origem
A história foi publicada pelos Irmãos Grimm na primeira edição de Kinder- und Hausmärchen em 1812. Uma versão um pouco diferente apareceu no livro Volks-Sagen, Märchen und Legenden (Sagas, contos de fadas e lendas populares) de Johann Gustav Büsching. Os próprios Irmãos Grimm escreveram no apêndice à primeira edição de 1812 que o texto foi fornecido pelo píntor Philipp Otto Runge.